# Кургальский полуостров
Ку́ргальский полуо́стров — полуостров на северо-западе России, на территории Кингисеппского района Ленинградской области.

## Местоположение
Расположен в южной части Финского залива. Полуостров разделяет Нарвскую и Лужскую губу.
Самая северная точка — мыс Питкенен-Нос. Также на полуострове находятся мысы Пихлисар, Луто и др.
В южной части полуострова протекает река Луга и её рукав Выбья.

## Климат
Климат полуострова — умеренно-морской. Такой тип климата объясняется географическим положением и атмосферной циркуляцией, характерной для Ленинградской области. На земную поверхность и в атмосферу поступает сравнительно небольшое количество солнечного тепла.
Воды Финского залива имеют меньшую, чем обычная морская вода, солёность и хорошо прогреваются. С декабря по март Нарвская губа покрыта льдом. Около 200 дней в году происходят вторжения атлантических циклонов.
Годовое количество осадков составляет примерно 700 мм, их основная масса выпадает в тёплую часть года. Снежный покров, мощность которого составляет примерно 40 см, лежит около 120 дней в году.
Средняя температура июля — +15°С, средняя температура января — −5°С.

## Ландшафт
Рельеф полуострова преимущественно равнинный. Высочайшая точка — 47 м (гора Городок). Рядом с полуостровом глубины моря до 20 м. Тектоническим продолжением полуострова является Кургальский риф, в который входят острова Янисари, Курголовская Рейма, Ремисар, Хангелода, Хитаматала и др. Полуостров сильно заболочен.
На Кургальском полуострове 2 крупных озера: пресноводное Белое и солёное Липовское.
Почва здесь — с высоким содержанием песка; часто встречаются валуны. Территорию нынешнего Кургальского полуострова около 5000 лет до н. э. скрывало Литориновое море.
Для Кургальского полуострова характерно обилие небольших пресных озёр и разнотипных болот. Болота занимают небольшой процент площади.
Зональными являются дерновые слабоподзолистые и среднеподзолистые почвы. Однако, вследствие широкого распространения болот на полуострове, здесь преобладают торфянники и болотно-глеевые почвы.
Сам Кургальский полуостров представляет собой равнинную, слабо волнистую территорию, бо́льшую часть которой занимает Курголовское плато, сложенное моренными отложениями последнего оледенения, с абсолютными высотами 18—25 метров. Нижняя терраса южного побережья Финского залива сложена палеозойскими глинами, перекрытыми морскими плейстоценовыми отложениями — валунистыми суглинками переработанных морен, местами ленточными глинами и песками. Терраса слегка наклонена к морю.
Ряд природных комплексов, сохранившихся на Кургальском полуострове в ненарушенном виде, не имеет аналогов на территории России.

## Растительность
Территория Кургальского полуострова характеризуется максимальным в Ленинградской области разнообразием растительного мира.
Бо́льшая часть территории полуострова. покрыта сухими сосновыми зеленомошными лесами с брусникой, черникой и другими видами трав, в том числе — прострелом луговым, занесённым в Красную книгу. Характерной особенностью является наличие большого числа широколиственных пород — дуба, клёна, вяза, ясеня.
Кургальский полуостров — одна из самых северных территорий, где дуб растёт в естественном состоянии. Особую ботаническую ценность представляют также участки современного естественного распространения липняков и сложных ельников с чётко выраженным пологом второго яруса широколиственных пород.
Прибрежная полоса высоко гетерогенна, богата разнообразными ассоциациями растительности. Выделяются, среди прочих, остепнённые приморские луга своеобразного флористического состава и структуры — уникальное явление для Ленинградской области и всего Северо-Запада России.
Суходольные луга занимают небольшой процент площади полуострова.
На полуострове имеется высокое число видов — 754 сосудистых растений, 102 из которых считаются редкими и занесены в Красные книги СССР, РСФСР, стран Балтийского региона.

## Животный мир
Животный мир Кургальского полуострова максимально разнообразен в пределах Ленинградской области.
Здесь зарегистрировано: 201 вид птиц, 38 видов млекопитающих, 9 видов амфибий и рептилий. Более 100 видов из них занесены в Красные книги.
Ихтиофауна мелководий Финского залива и озёр представлена многочисленными видами рыб. Кургальский полуостров лежит на трассе Беломоро-Балтийского миграционного пути.
Побережье полуострова, острова́ и прилегающие к ним мелководья служат местом массовых скоплений, стоянок и кормёжек птиц в периоды миграций. Здесь гнездятся многие редкие для Ленинградской области виды: турпан, обыкновенная гага, серый гусь, большой баклан и другие. В спелых еловых лесах в окрестностях Большого болота и у Белого озера гнездится орлан-белохвост, занесённый в Красную книгу.
На островах Тискольского и Кургальского рифов отмечены залежки серого тюленя и кольчатой нерпы.
На полуострове обычны хорь, лисица, кабан, лось и другие виды, широко распространенные в Ленинградской области. Встречается бурый медведь. На участке широколиственного леса вблизи деревни Тисколово встречается садовая соня.
Водно-болотные угодья полуострова имеют международное значение, подпадая под действие Рамсарской конвенции, в качестве местообитаний водоплавающих птиц и образуют Кургальский заказник.

## Памятники

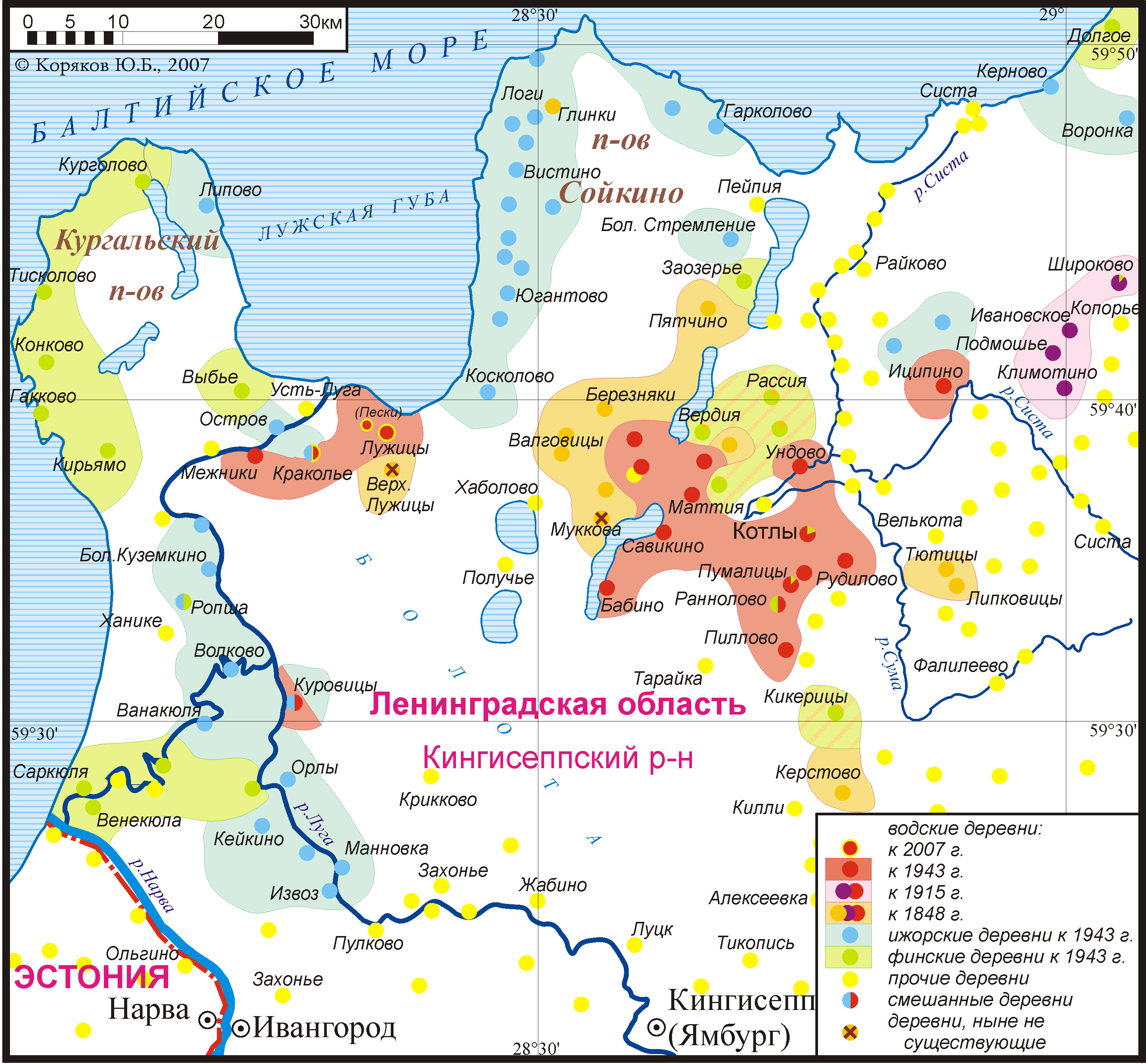
Карта водских, финских и ижорских деревень на западе Ленинградской области

- Памятная стела братьям Койвунен из деревни Конново, репрессированным в 1937 году.
- Остатки мельницы Юлле Пантелея, расстрелянного немецко-фашистскими оккупантами в 1943 году, и памятная стела, посвящённая ему, — установлены около Коннова в 2005 году[8][9].

## Населённые пункты
Крупнейшие населённые пункты: Усть-Луга, Курголово, Липово, Тисколово, Конново, Выбье, Преображенка, Гакково, Кирьямо.
Полуостров является районом компактного проживания финно-угорских народностей ижора и водь.

## Фотогалерея
| - Нарвский залив | - В лесу | - Чайка на берегу залива | - У Нарвского залива | - Водокачка в лесу |